# Moral victoriana

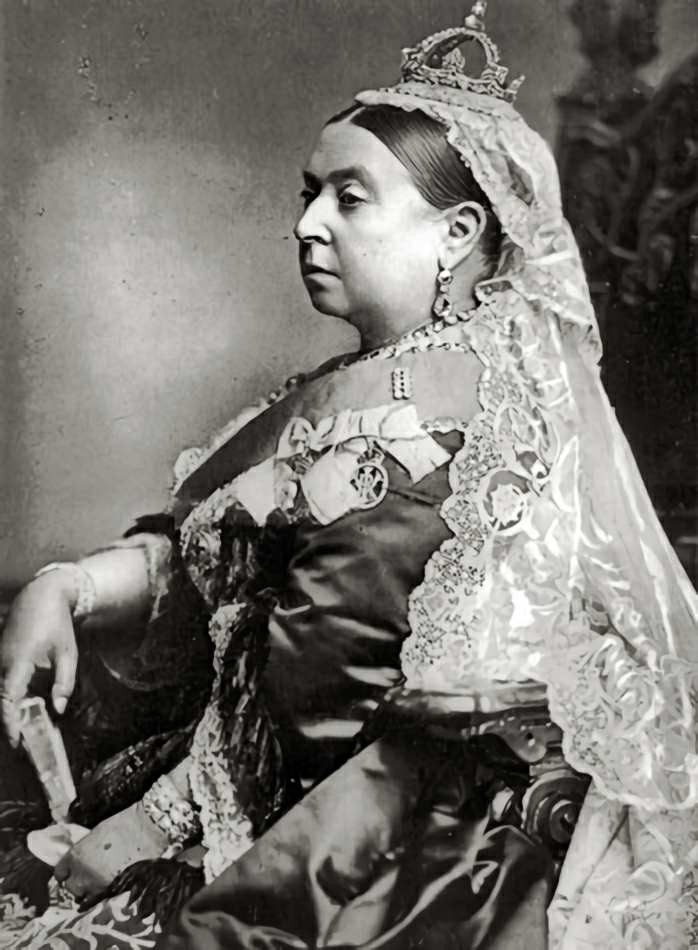
Victoria, monarca británica de 1837 a 1901

La moral victoriana es la síntesis de las opiniones morales de los contemporáneos de la reina Victoria (1837–1901) y del clima moral general imperante en el Reino Unido en el siglo  XIX, muy diferente al del anterior periodo georgiano. Muchos de estos valores se extendieron por el Imperio británico. En la actualidad, el término «moral victoriana» describe cualquier conjunto de valores que  engloben una fuerte represión sexual, baja tolerancia ante el delito y un estricto código de conducta social.
El término «victoriano» se utilizó por primera vez durante la Gran Exposición de Londres de 1851, en la que se mostraron al mundo invenciones e ideas victorianas. Los valores victorianos se desarrollaron en todas las facetas de la vida de esa época. La moralidad y la ética de este periodo afectan a la religión, moral, elitismo, industrialismo y perfeccionamiento. Estos valores se originaron en la moral victoriana, creando un cambio general en el Imperio británico.
Los historiadores actuales consideran la época victoriana como una era de enormes contradicciones, como el hecho generalizado de cultivar una fachada de dignidad y recato junto con la prevalencia de fenómenos sociales como la prostitución y el trabajo infantil. En ese periodo surgieron numerosos movimientos sociales que intentaron mejorar las duras condiciones de vida que sufrían muchas personas bajo un rígido sistema de clases.

## Antecedentes históricos
El término victoriano ha adquirido numerosas connotaciones, entre ellas la de un modelo moral especialmente estricto, a menudo hipócrita, que se desprende de la imagen que se atribuye a la reina Victoria y su consorte, el príncipe Alberto.
Doscientos años antes, el movimiento puritano, liderado por Oliver Cromwell, había derrocado la monarquía británica, imponiendo un estricto código moral que, entre otras cosas, abolió la Navidad por ser considerado demasiado indulgente con los placeres mundanos.
Tras la restauración de la monarquía se produjo un periodo de vida disoluta y libertinaje inspirado en la creciente influencia cultural de la corte francesa en todo Europa, como reacción a la anterior represión por motivos religiosos (ver Carlos II de Inglaterra). Las dos fuerzas sociales del puritanismo y el libertinismo siguieron influenciando la conciencia colectiva de Gran Bretaña a partir de la restauración, lo que resultó particularmente significativo durante la época de los monarcas de la casa de Hannover que precedieron a la reina Victoria. Por ejemplo, su tío Jorge IV se consideraba un vividor, y su conducta desordenada causó gran escándalo.

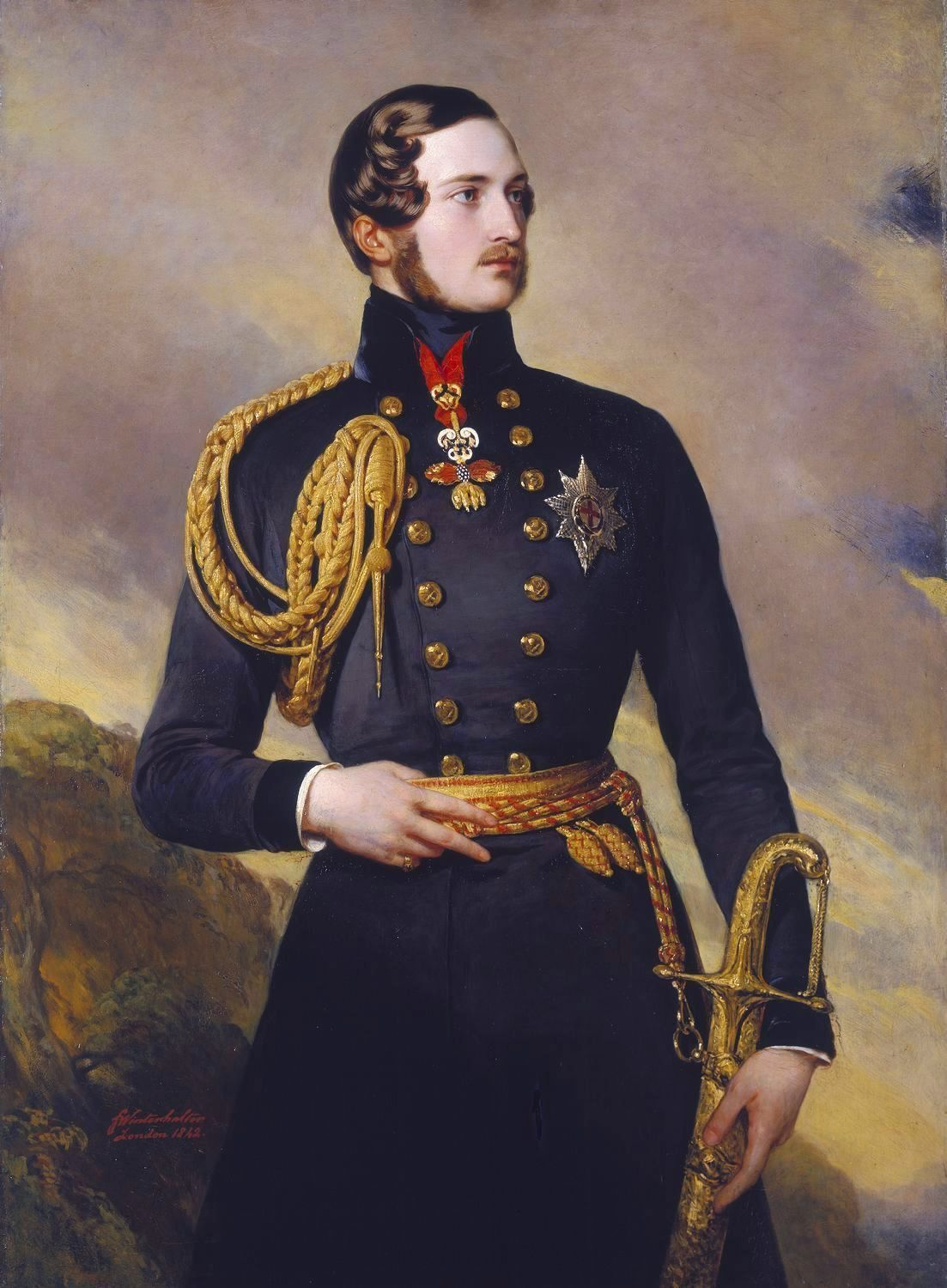
Alberto de Sajonia-Coburgo-Gotha, príncipe consorte

## Descripción
Los historiadores Peter Gay y Michael Mason señalan que, por ignorancia, la sociedad moderna confunde con frecuencia la etiqueta victoriana. Por ejemplo, para bañarse en el mar utilizaban máquinas de baño, y, aun así, seguía siendo posible ver personas bañándose desnudas. Otro ejemplo de la distancia entre las ideas comúnmente preconcebidas sobre la sexualidad victoriana y la realidad histórica es que, al contrario de lo que se cree, a la reina Victoria le gustaba dibujar y coleccionar desnudos masculinos, e incluso llegó a regalar alguno a su marido. Las jóvenes de clase media no sabían nada de sexo, y averiguaban lo que sus esposos esperaban de ellas en su noche de bodas, lo que a menudo la convertía en una experiencia traumática. No obstante, la sociedad victoriana reconocía que tanto hombres como mujeres disfrutaban de la copulación.
La expresión verbal o escrita de emociones o deseos sexuales solía estar proscrita, por lo que, en su lugar, se utilizaba el lenguaje de las flores. No obstante, también se escribieron obras eróticas explícitas, de las que probablemente las más famosas sean la novela «Mi vida secreta», escrita bajo el seudónimo de «Walter» (supuestamente Henry Spencer Ashbee), y la revista The Pearl, publicada durante varios años y reeditada como libro de bolsillo en la década de 1960. La erótica victoriana también sobrevive en cartas privadas archivadas en museos e incluso en un estudio de los orgasmos femeninos. Ciertos historiadores actuales creen que el mito de la represión victoriana puede deberse a las opiniones de principios del siglo XX, como las de Lytton Strachey, miembro del Círculo de Bloomsbury y autor del libro Eminent Victorians.
La reina Victoria llegó al trono en 1837, solo cuatro años después de la abolición de la esclavitud en el Imperio británico. El movimiento abolicionista llevó a cabo una campaña de varios años consiguiendo en 1807 una abolición parcial y la prohibición total del comercio de esclavos, aunque no de su posesión, que no se produjo hasta 1833. El proceso se dilató porque la moral antiesclavista se enfrentaba a poderosos intereses económicos, convencidos de la destrucción de sus negocios si no se les permitía explotar el trabajo esclavo. Finalmente, los propietarios de plantaciones del Caribe recibieron 20 millones de libras como compensación.
En la era victoriana, la Marina Real Británica patrullaba el océano Atlántico, deteniendo cualquier barco sospechoso de transportar esclavos africanos a América, y liberaba a los que encontraba. Los británicos habían fundado Sierra Leona, una colonia real en África Occidental, y allí trasladaban a los esclavos liberados. Varios de ellos, liberados de Nueva Escocia, fundaron su capital, Freetown. Mucha gente de la época señalaba que las condiciones de vida de los obreros industriales ingleses parecían peores que las que sufrían algunos esclavos.
Durante toda la época victoriana, la homosexualidad permaneció en una situación delicada. Hasta 1861, los actos homosexuales estaban castigados con la pena de muerte. Michel Foucault argumentó que las identidades homosexual y heterosexual no emergieron hasta el siglo XIX; antes de ese momento, los términos no describen identidades, sino prácticas.  Foucault cita «el famoso artículo de Westphal de 1870 sobre las 'sensaciones sexuales contrarias'» como fecha de «nacimiento» de la categorización de la homosexualidad. 
De la misma manera, a lo largo de esa época, los movimientos a favor de la justicia, la libertad y otros valores morales se opusieron a la codicia, la explotación y al cinismo. Los escritos de Charles Dickens fueron una crónica de estas condiciones de vida. El análisis del capitalismo por parte de Karl Marx y Friedrich Engels fue en gran parte una reacción a la Inglaterra victoriana.

## Moral religiosa
La moral religiosa se modificó drásticamente durante la era victoriana. Cuando Victoria llegó al trono, la Iglesia anglicana tenía mucho poder: poseía escuelas y universidades, y sus clérigos tenían altos cargos en la Cámara de los Lores. El poder de la iglesia siguió siendo grande en las zonas rurales durante esa época, aunque disminuyó considerablemente en las ciudades industrializadas, ya que eran muchos los contrarios a la Iglesia y los disidentes. Esta disidencia ya venía desde antes, de la irrupción del puritanismo en la política, y antes incluso de la época de Oliver Cromwell. Los grupos disidentes estaban en contra de la forma en que la Iglesia anglicana utilizaba su poder. Algunas personas afirmaban que la iglesia exigía obediencia a Dios, sumisión y resignación con el objetivo de hacer a la gente más maleable a su voluntad. Además, se opinaba que la iglesia pretendía contentar a la élite y le importaban poco o nada las necesidades y deseos de las clases bajas. Así emergieron los metodistas, congregacionistas, cuáqueros y presbiterianos. En particular, metodistas y presbiterianos predicaban la salvación personal a través de la fe individual en la muerte de Jesucristo para salvar a los pecadores y en su resurrección, como enseña el Evangelio y los escritos de los apóstoles Pedro, Santiago y Pablo. Esta insistencia en el individualismo se desarrolla a lo largo de la era victoriana, sobre todo entre las clases medias.
La «crisis de fe» asestó un fuerte golpe a la religión y a las creencias de la gente. Esta crisis de fe se produjo alrededor de 1859 con el libro El origen de las especies, de Charles Darwin. Su teoría, básicamente, afirma que el mundo natural ha llegado a su estado actual por medio de cambios graduales a lo largo de millones de años. Darwin sostiene que las razones por las que la humanidad ha sobrevivido tanto tiempo son la selección natural y la supervivencia de los más capacitados. Su teoría de la evolución, basada en pruebas empíricas, cuestionaba las creencias cristianas y los valores victorianos. La gente que había perdido los cimientos de su existencia necesitaba encontrar un nuevo sistema en el que basar sus valores y moral. Resistiéndose a perder la fe por completo, combinó las creencias religiosas con el deber individual: el deber hacia Dios, el prójimo, la clase social, el entorno humano, los pobres y los enfermos.

## Valores de la élite y las clases medias
A principios de la era victoriana, la élite controlaba por completo la sociedad y la política. Esta élite estaba compuesta por unas 300 familias firmemente establecidas como clase dirigente. No obstante, a lo largo de esa época se desarrollaron nuevos valores, como el individualismo. Por ejemplo, la idea del hombre hecho a sí mismo se convirtió en una común aspiración de la clase media. Al igual que en el sueño americano, la idea era que trabajando duro, cualquiera podía hacerse rico.

### Valores de las clases superiores
La clase alta (élite) valoraba la historia, el patrimonio, el linaje y la continuidad de su línea familiar. Sus miembros tenían una percepción paternalista de la sociedad, viéndose a sí mismos como padres de la «familia» social. Su divisa era «nobleza obliga»: el «deber» de la élite era cuidar de la sociedad. Esta élite esperaba mantener la tradición y la situación social por medio de instituciones como la ley de primogenitura (el hijo mayor lo hereda todo). No obstante, cuando la crisis financiera amenazó su posición, se adaptaron y abrieron sus filas a las clases medias más adineradas, permitiéndoles comprar un lugar entre ellos. La élite estaba compuesta de aristócratas terratenientes, que no necesitaban trabajar y disfrutaban una vida de lujo y esparcimiento. Aunque la élite mantuvo sus valores tradicionales, los valores y actitudes victorianos cambiaron, y esta élite comenzó a reconocer y promover a las clases medias.